# Eudokija Dekapolitissa
Eudokija Dekapolitissa (grč. Εὐδοκία ἡ Δεκαπολίτισσα; 9. st.) bila je carica Bizantskog Carstva kao zakonita supruga bizantskoga cara Mihaela III. Pijanice. Njezin je otac bio Dekapolites, a majka joj je nepoznata.
Mihael je postao car 842. godine, u dobi od dvije godine. Njegova regentica je bila njegova majka, carica Teodora (Θεοδώρα). Godine 855., Mihael je, u dobi od 15 godina, postao ljubavnik Eudokije Ingerine, što se njegovoj majci nije sviđalo. Carica majka je zato odabrala Eudokiju Dekapolitissu Mihaelu za zakonitu ženu, ali je on uglavnom ignorirao svoju suprugu te je nastavio vezu s Eudokijom Ingerinom. Mihael sa suprugom nije imao djece te je moguće da brak nije konzumiran.
Nakon smrti cara Mihaela, Eudokija se vratila svojoj obitelji te nije poznato kada je umrla.

## Poveznice
- Eudokija Ingerina, ljubavnica cara Mihaela III.